# タイッツー
タイッツーは、2023年に発表された個人が開発・運営するソーシャル・ネットワーキング・サービス。

## 概要
2023年7月1日にサービス開始。同年7月8日にはユーザー数10万人、8月4日には20万人を突破、12月の時点では30万人となっている。
2023年7月28日から8月4日にかけてITmediaがねとらぼ紙面上にて行ったアンケート「Twitter（X）のほかにSNSとして利用しているサービスは？」では、有効票数6121票中1620票で1位を獲得している。

## 開発
開発者のhokuはユーザー登録や投稿機能などのサービスの基本部分を1日で開発・公開した。Twitter（現:X）が2023年6月27日に行った有料APIの仕様変更に伴い関連サービスがサービス終了せざるを得なくなったことへの憤りと不満があるならば自分で作ろうという想いが開発のきっかけになったと語っている。サービス開始当初のコンセプトはスパムをブロックしても機能制限されません！！！・有料APIの機能削除を事前告知なく行いません！！！など、Twitterの仕様変更に対抗するようなものであったが、後にやさしく寄り添うSNSに変更されている。
サービス開始当初はリタイーツや写真投稿機能などもなく、基本的な機能しか実装されていなかったが、徐々に機能が追加されていき、2023年12月13日にはリプライ・スタンプ機能が追加された。開発の方針についてhokuは「使っていてなるべく不快にならず、なんか楽しくて、なんかほっこりする」SNSを目指しているため、防御力の方が高いものを優先して追加していると説明した。ミュートやブロックなどの他、リプライできる範囲を限定できる機能、リプライ時にアラートが表示される機能、通知件数の非表示機能なども実装されている。
また、一般的な禁止事項のほかにもトラブルの起こりやすい「ガチな政治/宗教活動はNG」としている。
2024年10月3日にはAndroid向けアプリがリリースされ、同日のGoogle Playソーシャルネットワークカテゴリランキングで3位を獲得した。11月14日にリリースされたiOS向けアプリは、同日の無料アプリランキングで5位を獲得した。リリース時点でブラウザ版とアプリ版に機能の違いはない。

## 運営
運営は開発者であるhokuが個人で行っている。運営資金はpixivFANBOXによる支援、サービス内への広告やキャンペーン情報の掲載による収益で賄われているほか、購入金額の一部を運営に寄付するクーポン配布キャンペーンによる企業からの寄付もある。